# Дудаев, Абди Дудаевич
Абди́ Дуда́евич Дуда́ев (1901 год, Элистанжи, Чечня, Российская империя — 24 декабря 1937 года, Грозный, Чечено-Ингушская АССР, РСФСР, СССР) — чеченский поэт и писатель, один из основоположников чеченской литературы.

## Биография
Родился в 1901 году в селе Элистанжи. Отец направил его учиться в медресе. Окончил педагогические курсы в Грозном, после окончания которых вернулся в родное село, где работал учителем.
Начал писать стихи во время учёбы на учительских курсах. Его первые произведения были опубликованы на страницах газеты «Серло» в 1923 году. Почти все известные стихи поэта первоначально были опубликованы в этой газете.
В 1935 году в Москве в сборнике «Поэты Чечено-Ингушетии» его стихи впервые были изданы в переводе на русский язык. В 1937 году в Пятигорске была издана поэтическая антология «Поэты Советской Чечено-Ингушетии», в которую были включены и его произведения. В 1937 году в Грозном был издан единственный прижизненный сборник стихов А. Дудаева, который назывался «Партизанские песни».
24 октября 1937 года был обвинён в национализме и антисоветской деятельности и арестован. 2 декабря 1937 года Дудаев был приговорён к высшей мере наказания. Приговор был приведён в исполнение 24 декабря 1937 года. 19 августа 1958 года был реабилитирован.

## Семья
Сын Муса Дудаев — артист театра и кино, актёр Чеченского драматического театра имени Х. Нурадилова, Народный артист РСФСР, Чечни и Ингушетии.